# Dirección General de Ingenieros e Infraestructura
La Dirección General de Ingenieros e Infraestructura (DGII) es una dirección del Ejército Argentino con asiento en el Edificio Libertador y en la órbita del Estado Mayor General del Ejército. Su principal tarea es administrar el arma de ingenieros y la infraestructura militar.
La dirección general fue organizada en 2011 tras suprimir el Comando de Ingenieros una modificación a la estructura orgánico-funcional de conducción superior de las Fuerzas Armadas de la Nación.

## Historia
El organismo se creó en el año 1907 con el nombre «Inspección de Ingenieros». Posteriormente adoptó el nombre «Comando de Ingenieros». Finalmente en 2011 adquirió el nombre «Dirección de Ingenieros e Infraestructura».
Por resolución del 11 de noviembre de 2024 del Ministerio de Defensa, es denominada Dirección General de Ingenieros e Infraestructura.

## Organización
- Dirección de Ingenieros e Infraestructura.
  - Departamento de Ingenieros.
  - Departamento Inmuebles.
  - Departamento de Infraestructura.
  - Departamento de Obras en Apoyo al Desarrollo Nacional.

Fuentes: Soldados.
El Departamento de Obras se desempeña en obras como la construcción y reparación de ferrocarriles, en el marco de un convenio entre el Ministerio de Transporte y el Ministerio de Defensa. El Departamento se encuentra en obras en líneas de ferrocarril en Caucete, Provincia de San Juan; en Puerto de Zárate-Campana, Provincia de Buenos Aires. El Ejército realiza las mismas obras que Trenes Argentinos Infraestructura y Trenes Argentinos Cargas (Belgrano Cargas y Logística S.A.).
El Destacamento de Vigilancia Cuartel Villa Martelli se convirtió en Tecnópolis en 2011, mientras que el Centro de Entrenamiento de Desminado Humanitario pasó a depender de la Dirección General de Educación en 2019.
La Agrupación de Ingenieros 601 (Agr Ing 601) dependió de esta dirección hasta el año 2018, cuando pasó al ámbito del Comando de Adiestramiento y Alistamiento del Ejército.